# Hoare-Lavalpakten
Hoare-Lavalpakten var ett förslag av Storbritanniens utrikesminister Samuel Hoare och Frankrikes premiärminister Pierre Laval för att avsluta det andra italiensk-abessinska kriget. Italien ville ta Abyssinien som en del av Italien samt hämnas tidigare förluster i området, såsom slaget vid Adua. Pakten föreslog att Abyssinien skulle delas, och därmed möjliggöra den italienske diktatorn Benito Mussolinis mål om att göra den självständiga nationen Abyssinien till en italiensk koloni.

## Bakgrund
När pakten slöts såg både Storbritannien och Frankrike betydelsen av att Italien återslöt sig till Stresafronten mot Adolf Hitlers ambitioner. Mussolini ville dessutom avsluta Abyssinienkriget på grund av det dåliga genomförandet av hans general, marskalk Emilio De Bono, samt det oväntat hårda abessinska motståndet.

## Pakten
Med pakten skulle Italien få de bästa delarna av Ogaden och Tigray samt ekonomiskt inflytande över hela landets södra delar. Abyssinien skulle garanteras en korridor till havet, om än en dålig korridor - allmänt kallad för kamelkorridoren - vid Assabs hamn. Mussolini var beredd att gå med på detta, men väntade några dagar för att offentliggöra sin åsikt.

## Gensvar

### Storbritannien
Pakten mottogs inte väl i Storbritannien. Oppositionen i form av Labour hävdade den 10 december att om rapporterna i pressen angående paktens innehåll stämde motsade sig regeringen den Nationernas förbund-vänliga policy som de hade vunnit valet 1935 på. I en ledare med titeln "En korridor för kameler" förkastade The Times den 16 december pakten och menade att det "aldrig fanns minsta tvivel om att den allmänna opinionen i Storbritannien skulle rekommendera att Nationernas Förbunds godkännande utgör en rättvis och resonlig bas för förhandlingar." Ärkebiskopen i Canterbury Cosmo Lang fördömde pakten i ett brev till The Times. Många andra biskopar skrev direkt till Baldwin med starka motreaktioner.
Duff Cooper, dåvarande krigsminister, skrev senare:
Innan Duce hade haft tid att förklara sig själv steg ett upprört vrål från den brittiska befolkning. Under mina år som politiker har jag aldrig erfarit en så förödande våg av den allmänna opinionen. Till och med de sorglösa valdistrikten i St. George var djupt rörda. Min brevlåda var full och breven som jag fick skrevs inte av ignoranta eller känslosamma människor utan av ansvarskännande medborgare som nyktert hade tänkt igenom frågan.
Sir Austen Chamberlain klargjorde i ett tall till Conservative Foreign Affairs Committee sitt fördömande av pakten och sade att "gentlemän beter sig inte på ett sådant sätt." Parlamentsledamoten Harold Nicolson skrev senare att han hade sömnlösa nätter med oro om han skulle få behålla sin plats i parlamentet.

### Frankrike
När Frankrikes deputeradekammare debatterade pakten 27-28 december fördömde Front Populaire den. Léon Blum sade till Laval att "du har försökt att ge och behålla. Du ville ha kakan och äta den. Du avslutade dina ord med dina handlingar och dina handlingar med dina ord. Du har försämrat allt genom åtgärder, intriger och slipprighet. Genom att inte vara tillräcklig känslig inför betydelsen av viktiga morala problem har du reducerat allt till din nivå av småaktiga metoder. Yvon Delbos klargjorde sin åsikt: "Din plan är död och begraven. Från misslyckandet, som är så fullständigt som det bara går hade du kunnat - men du har inte - dragit en personlig slutsats. Fram kommer två läxor att lära sig. Den första är att du var i en återvändsgränd eftersom du upprörde alla utan att göra Italien nöjt. Den andra är att vi måste återvända till Nationernas förbunds anda genom att vårda överenskommelserna med de nationer som samlades i Gèneve." Paul Reynaud attackerade regeringen för att hjälpa Hitler genom att förstöra den anglo-franska alliansen.
På misstroendevoteringen hade den franska regeringen en majoritet av 296 röster mot 276, med 37 radikaler som röstade med regeringen.

## Historiografi
Historiker har haft skilda åsikter rörande paktens etydelse. A. J. P. Taylor menade att det var händelsen som "dödade Nationernas förbund" och att pakten var "en verkligt genomtänkt plan, i linje med förbundets tidigare försonande ageranden, från Korfu till Manchuriet" och att den skulle ha "avslutat kriget; gjort Italien nöjt; och lämnat Abyssinien med ett mer funktionellt nationellt territorium". Han menade även att "det sunda förnuftet i planen var, under tidens omständigheter, dess vitala defekt."
Militärhistorikern Correlli Barnett menade att om Storbritannien fjärmade Italien skulle Italien "vara en potentiell fiende gentemot Englands huvudlinje av imperialistisk kommunikation vid en tid då hon redan var under hot från två existerande potentiella fiender på motsatta ändar av linjen [Tyskland och Japan]. Om - vad vore värre - Italien skulle slåss i ett framtida krig som en allierad med Tyskland eller Japan, eller båda, skulle Storbritannien tvingas överge Medelhavet för första gången sedan 1798." Barnett ansåg det därför vara "väldigt farligt struntprat att provocera Italien" på grund av Storbritanniens militära och marina svagheter, och att pakten därför var ett förnuftigt val."